# 풋볼 리그 챔피언십 2013-14
풋볼 리그 챔피언십 2013-14(또는 후원사의 이름에 따라 스카이벳 풋볼 리그 챔피언십)는 챔피언십으로 10번째, 현재의 24팀 체제로는 22번째 시즌이다.
2013-14 풋볼 리그 챔피언십은 현재 명칭에서의 10번째 시즌이며, 현재 리그 체계로는 21번째 시즌이다. 2부리그의 역사는 올해로 125년을 맞게 되었다. 시즌은 2013년 8월 3일에 시작하여 2014년 5월 3일에 폐막할 예정이며, 마지막 라운드는 모든 경기가 동시에 시작할 예정이다.

## 지난 시즌에서의 변화
2012-13 시즌 외부와 내부 리그 성적에 따라 지난 시즌과 비교해 참가팀이 바뀌었다.

### 참가팀 변화
| 리그1에서 승격 - AFC 본머스 - 동카스터 로버스 FC - 요빌 타운 FC 프리미어리그에서 강등 - 퀸즈 파크 레인저스 - 레딩 FC - 위건 애슬레틱 FC | 리그1으로 강등 - 브리스톨 시티 FC - 피터보로 유나이티드 - 울버햄튼 원더러스 프리미어리그로 승격 - 카디프 시티 FC - 크리스탈 팰리스 FC - 헐 시티 |